# Кигинько Роман Іванович
Роман Іванович Кигинько (Кігінько) (нар. 14 жовтня 1901, село Неліпівка, тепер смт. у складі Торецької міської ради Донецької області — після 1988, місто Донецьк) — український радянський партійний діяч, секретар Донецького (Сталінського) обласного комітету КП(б)У з пропаганди.

## Біографія
Народився в бідній селянській родині. З дванадцятирічного віку наймитував у заможних селян, із чотирнадцятирічного віку працював вагонщиком на Щербинівському руднику, потім був кріпильником і забійником на шахті імені Артема. Член Залізнянського районного комітету комсомолу.
Член РКП(б) з 1924 року.
З 1924 року — голова Неліпівської сільської ради; секретар партійної організації, інструктор Артемівського окружного комітету КП(б)У.
З 1930 по 1933 рік навчався в Українському комуністичному інституті журналістики.
У 1933—1934 роках — секретар партійної організації, заступник директора з навчальної частини Українського комуністичного інституту журналістики.
Наприкінці 1934 року направлений в Донбас, де працював директором Донецького обласного відділення Українського інституту масового заочного навчання партійного активу при ЦК КП(б) України.
У 1938 — 16 травня 1941 року — інструктор, завідувач сектора відділу пропаганди Сталінського обласного комітету КП(б)У.
16 травня — листопад 1941 року — секретар Сталінського обласного комітету КП(б)У з пропаганди та агітації.
З листопада 1941 по жовтень 1946 року — в Червоній армії, учасник німецько-радянської війни. Служив на політичній роботі в штабі 12-ї армії Південного фронту; начальником відділення агітації і пропаганди, заступником начальника політичного відділу 56-ї армії Північно-Кавказького фронту. З 1945 по 1946 рік — на політичній роботі в 4-й армії Групи радянських військ в окупованій Німеччині; заступник начальника політичного управління Бакинського військового округу.
У (затв. у вересні) 1946 — 5 січня 1957 року — секретар Сталінського обласного комітету КП(б)У з пропаганди та агітації. Одночасно з листопада 1946 року — відповідальний редактор органу Сталінського обласного комітету КП(б)У «Блокнот агітатора».
З 1957 року — начальник Сталінського (Донецького) обласного управління культури; 
З 1960 року — голова партійної комісії при Сталінському (Донецькому) обласному комітету КПУ.
Після 1970 року — персональний пенсіонер у місті Донецьку. Обирався головою ради ветеранів партії міста Донецька.

## Звання
- підполковник

## Нагороди
- орден Трудового Червоного Прапора (23.01.1948)
- орден Вітчизняної війни ІІ ст. (6.04.1985)
- орден Червоної Зірки (22.05.1943)
- орден «Знак Пошани»
- медаль «За оборону Кавказу» (1944)
- медаль «За перемогу над Німеччиною у Великій Вітчизняній війні 1941—1945 рр.» (1945)
- медалі